# Hemitriakis leucoperiptera
Hemitriakis leucoperiptera es una especie de elasmobranquio carcarriniforme de la familia Triakidae.

## Distribución
Esta especie se puede encontrar principalmente en el Pacífico Central del Oeste en las aguas tropicales de las Filipinas, entre las latitudes 20° N y 5° N, habitando las zonas costeras hasta 48 m de profundidad.

## Características
H. leucoperiptera es un triáquido ovovivíparo de la familia Triakidae que se distingue por una cara curvado, ojos ovales y alargados, una boca arqueada con dientes comprimidos con cúspides oblicuas y distales en su mandíbula. En las aletas se puede distinguir que tiene bordes blancos. En las crías se pueden identificar barras en la aleta caudal y no en otra parte del cuerpo.
El tamaño máximo de una hembra embarazada se ha reportado en 96 cm. En una litera de H. leucoperiptera se puede encontrar 12 crías de 20 a 22 cm de largo.

## Alimentación Humana
Este tiburón se usa en la pesca de subsistencia.

## Amenaza a los Humanos
H. leucoperiptera no demuestra un riesgo dañino al humano pero la Unión Internacional para la Conservación de la Naturaleza a reportado que esta especie está en peligro de extinción.